# Crédit national
Crédit national — фінансований французьким урядом банк, створений у 1919 році за ініціативою високопоставленого державного службовця Шарля Лорана. Зрештою в 1996 році він об'єднався з Banque Française du Commerce Extérieur (BFCE), утворивши Natexis, який пізніше був увійшов до Groupe BPCE.

## Огляд

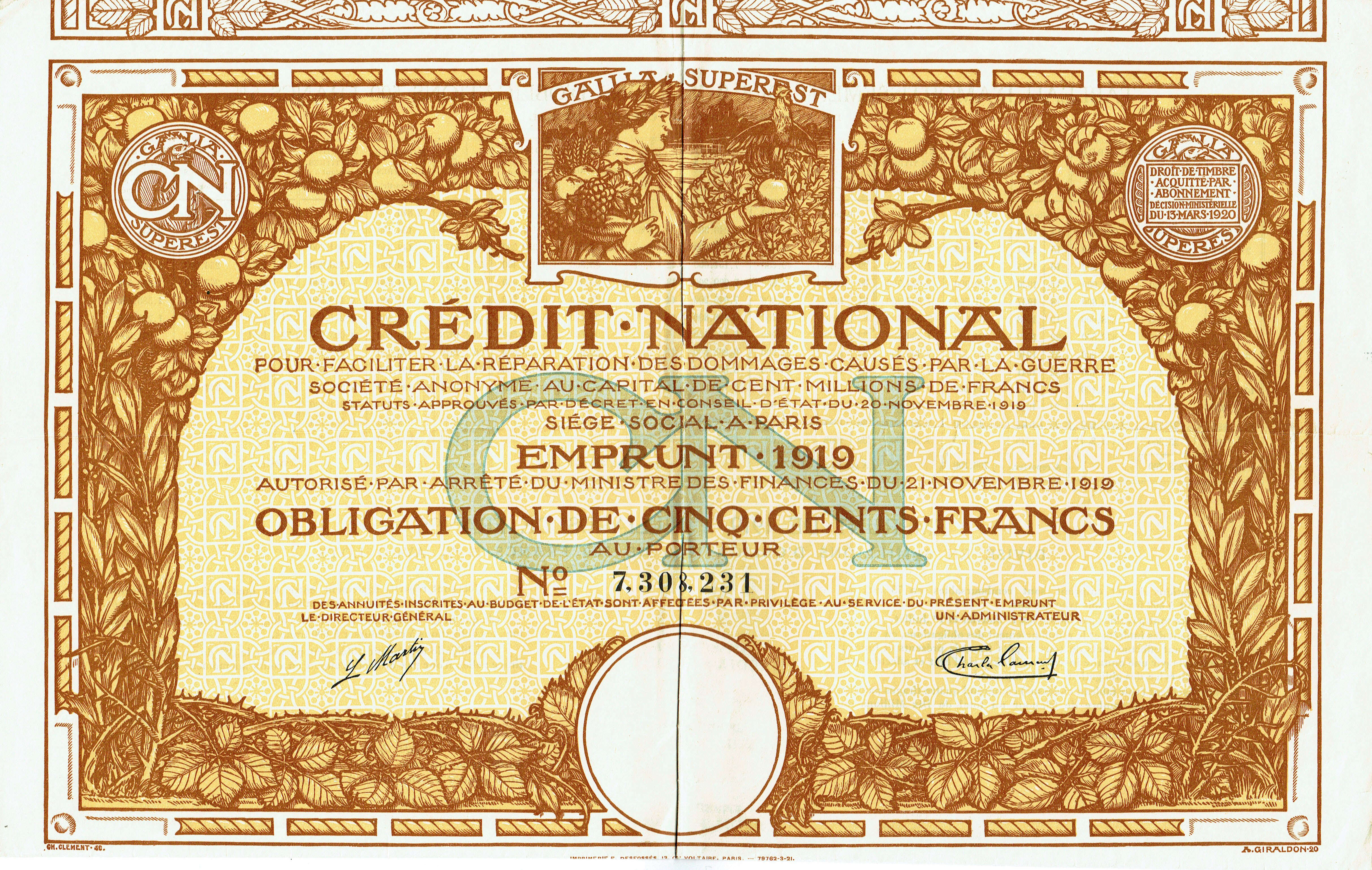
Облігація Crédit National від 20 листопада 1919 року

Credit National було засновано спеціальним законом 10 жовтня 1919 року. Незважаючи на те, що він належав приватному сектору, він був своєрідним гібридом банківських установ державного та приватного секторів, призначеним для полегшення фінансування відновлення Франції після руйнувань Першої світової війни. Він фінансувався за рахунок випуску облігацій і лотерей, з державною гарантією, яка сама в принципі була підкріплена очікуванням німецьких військових репарацій.
До середини 1990-х років Crédit National все ще була зареєстрованою на біржі компанією з переважно розпорошеною власністю, хоча страхова компанія AXA мала 9,5 % акцій після недавньої транзакції. У 1995 році Crédit National оголосив, що перейме більший контроль над BFCE, що раніше належала державі, частково профінансувавши угоду шляхом продажу 20 відсотків акцій страхової компанії експортних кредитів Coface державній страховій компанії AGF. Після завершення транзакції в 1996 році об'єднана компанія, перейменована в Natexis, стала четвертим за величиною комерційним банком Франції за загальними активами, відразу після так званих «трьох старих» (Banque Nationale de Paris, Crédit Lyonnais і Société Générale), випередивши Crédit Commercial de France.